# 凯尔任
凯尔任（發音：[kɛːə̯ʒeŋ]）是卢森堡西南部的一个市镇，位于卢比边界，属于卡佩伦县。 
凯尔任于2012年1月1日由原市镇巴沙拉日和克莱芒西合并而成。成立凯尔任的法律于2011年5月24日获得通过。